# Tinea nigrofasciata
Tinea nigrofasciata är en fjärilsart som beskrevs av Tokuichi Shiraki 1913. Tinea nigrofasciata ingår i släktet Tinea och familjen äkta malar.
Artens utbredningsområde är Taiwan. Inga underarter finns listade i Catalogue of Life.